# Катастрофа B-25 под Хилком
Катастрофа B-25 под Хилком — авиационная катастрофа самолёта B-25C Mitchell ВВС РККА, произошедшая в пятницу 29 сентября 1944 года в 30 километрах от села Хилок Читинской области. В катастрофе погибли 8 человек — группа инспекторов Главного штаба ВВС СССР во главе с Героем Советского Союза Владимиром Ивановичем Артамоновым.

## Катастрофа
29 сентября 1944 года в 12:10 дня по местному времени группа инспекторов Главного штаба ВВС СССР во главе с полковником Владимиром Ивановичем Артамоновым возвращалась в Москву с результатами проверки советских авиационных частей на Дальнем Востоке. Несмотря на нелётную погоду, самолёт B-25C Mitchell взлетел с читинского аэродрома «Черёмушки» и взял курс на запад. Через 52 минуты после взлёта связь с самолётом была потеряна.

## Поиски
Сразу после исчезновения самолёта начались его поиски, в них были задействованы части двух стрелковых дивизий, 12 воздушной армии и группы НКВД. В ходе поисков авиация 12 воздушной армии совершила 340 самолёто-вылетов. Было даже объявлено о вознаграждении в 10 тысяч рублей за любую информацию о самолёте. В связи с отсутствием результатов и ухудшившимися погодными условиями поиски были прекращены 11 ноября 1944 года.
Обломки самолёта были обнаружены только в августе 1945 года жителем Хилка Егоровым И. Д. После проведения следственных мероприятий выяснилось: с места катастрофы неизвестными было похищено оружие и снаряжение членов экипажа, а с груди Владимира Артамонова, который оставался в живых, как минимум, 2 дня после катастрофы, была сорвана Золотая Звезда Героя Советского Союза. Умирая, он сделал надпись на борту самолёта:
Погибаем ничто не сделаем писал Арт…
В 1983 году пластинка с этой надписью была вывезена с места катастрофы хилокскими комсомольцами, но впоследствии была утеряна.

## Расследование
Следственной группой, состоявшей из сотрудников СМЕРШ майора Рябинина, капитана Поддубного и лейтенанта Воронова, в сентябре 1945 года был составлен акт. Согласно акту самолёт попал в условия плохой видимости, перевернулся вверх «брюхом» и под острым углом врезался в землю. Также группой были установлены мародёры, оказавшиеся местными охотниками. Они были осуждены, но несмотря на военное время, приговорены к относительно небольшим срокам тюремного заключения — от 5 до 7 лет.

## Память
Погибших авиаторов по просьбе жены Артамонова Веры Ивановны в 1946 году похоронили в братской могиле на площади Ленина в Чите. В 1986 году при реконструкции площади могила была перенесена в сквер школы № 15, рядом с могилой Героя Советского Союза В. Г. Рахова. При перезахоронении выяснилось, что в братской могиле покоились останки едва ли двух человек. В 1994 году останки погребённых по просьбе родственников были перезахоронены на Донском кладбище в Москве. В сквере рядом с могилой Рахова была оставлена плита-кенотаф. В 1997—2009 проведены поиски на месте катастрофы и выявлены костные останки. В 2009 обнаружено захоронение 6 человек. В 2010 прошла судмедэкспертиза в 321 госпитале СибВО, которая определила наличие более 90 % костных останков экипажа из восьми человек. В 2010 останки были отправлены в Москву, где состоялось их дозахоронение в братскую могилу.
До сих пор место катастрофы называется местными жителями «Самолёт». В 1997 году дельцы местного бизнеса, повалив более 200 кедров, вывезли с места трагедии два двигателя как цветной металл для сдачи на металлолом и пытались вывезти фюзеляж, но им помешали. Поиск останков авиаторов продолжается.
На мемориале в Чите установлена стела в честь В. И. Артамонова.